# Albert von der Möhlen V.
Albert von der Möhlen V. (lateinisch Albertus) (* vor 1361; † 4. September 1425) war ein Ratsherr, Ritter und Bürgermeister der Hansestadt Lüneburg.

## Leben
Albert von der Möhlen V. stammte aus der alten, angesehenen Lüneburger Ratsfamilie von der Möhlen. Er war der Sohn von Albert (Albertus) III., der 1354 Ratsherr in Lüneburg war und 1360 starb. Dessen Ehefrau, Margareta Honemans, wurde 1364 und 1373 als Witwe erwähnt und starb vor 1384. Der Urgroßvater von Albert III. war Albert I., Ratsherr und Bürgermeister von Lüneburg, und der Lüneburger Ratsherr, Ritter und Bürgermeister Heinrich von der Möhlen war sein Onkel.
Albert V. war 1386 Ratsherr und 1393 Ritter und Bürgermeister von Lüneburg.
Er heiratete Margareta von Chüden, die 1425 noch als Witwe lebte. Albert starb am 4. September 1425 ohne Kinder, weswegen seine Neffen 1425 seine Hinterlassenschaft erbten.